# Robert John Burke
Pour les articles homonymes, voir Burke.
Robert John Burke, né le 12 septembre 1960, est un acteur, scénariste et réalisateur américain.

## Biographie
Burke est un visage récurrent des séries américaines, il a notamment interprété Bart Bass dans Gossip Girl, il a aussi joué dans Kidnapped et Six Degrees. Il campait le rôle du lieutenant Ed Tucker dans New York, unité spéciale de 2002 à 2021 . Il est apparu dans la série Les Soprano en 2004, dans les saisons 4 et 5 de Sex and the City et jouait l'officier Simmons dans Person of Interest en 2012 et 2013. Il joue aussi le général Kévin Clarke dans la série Army Wives. Il a également incarné le personnage de O'Leary, un mafieux irlandais dans l'épisode 4 de la saison 3 de la série FBI : Duo très spécial.
Au cinéma, il a tourné dans RoboCop 3, où il tenait le premier rôle, ainsi que dans L'Incroyable Vérité, Simple Men ou encore dans Trouble Jeu.

## Filmographie
- 1981 : L'Élu (The Chosen), de Jeremy Kagan
- 1989 : L'Incroyable Vérité (The Unbelievable Truth) , de Hal Hartley
- 1992 : Le Souffle du démon (Dust Devil), de Richard Stanley
- 1992 : Simple Men, de Hal Hartley
- 1993 : Tombstone, de George Pan Cosmatos : Franck McLaury
- 1993 : Kalahari (A Far Off Place), de Mikael Salomon : Paul Parker
- 1993 : RoboCop 3, de Fred Dekker : Officier Alex J. Murphy
- 1996 : La Peau sur les os (Thinner), de Tom Holland : Billy Halleck
- 1997 : Copland (Cop Land), de James Mangold : officier B.
- 1998 :  Vietnam, un adroit mensonge, de Terry George : capitaine Drumond
- 2001 : No Such Thing, de Hal Hartley : Le monstre
- 2002 : Confessions d'un homme dangereux, de George Clooney : Jenks
- 2005 : Munich, de Steven Spielberg : un américain agressif
- 2005 : Trouble Jeu (Hide and Seek), de John Polson : Steven
- 2005 : Good Night and Good Luck, de George Clooney : Charlie Mack
- 2007 - 2012 : Gossip Girl, série télévisée américaine : Bart Bass
- 2008 : Miracle à Santa Anna (Miracle at St. Anna), de Spike Lee : général Ned Almond
- 2008 : Generation Kill : major-général James Mattis
- 2008 : Extreme Movie d'Adam Jay Epstein et Andrew Jacobson
- 2011 : Limitless, de Neil Burger : Pierce
- 2012 : American Wives : Kévin Clark
- 2012 : Safe, de Boaz Yakin : Capitaine Wolf
- 2012 - 2013 : Person of Interest, de Jonathan Nolan,  série télévisée américaine : Officier Simmons
- 2013 : 2 Guns, de Baltasar Kormákur : Jessup
- 2015 : True Story, de Rupert Goold : Greg Ganley
- 2015 : Banshee : Salvatore Ferillo
- 2018 : BlacKkKlansman : J'ai infiltré le Ku Klux Klan (BlacKkKlansman) de Spike Lee : chef Bridges
- 2018 : L'Internat (Boarding School) de Boaz Yakin : M. Holcomb
- 2023 : L'Étrangleur de Boston (Boston Strangler) de Matt Ruskin
- 2025 : The Last Of Us : Seth

### Son rôle de Ed Tucker dans la sérieNew York, unité spéciale
- 2002 : New York, unité spéciale : sergent du bureau des Affaires Internes Ed Tucker (saison 3, épisode 14)
- 2003 : New York, unité spéciale : sergent Ed Tucker (saison 4, épisode 12, 21 et 24)
- 2004 : New York, unité spéciale : sergent Ed Tucker (saison 5, épisode 25)
- 2007 : New York, unité spéciale : sergent Ed Tucker (saison 8, épisode 14)
- 2008 : New York, unité spéciale : sergent Ed Tucker (saison 9, épisode 16)
- 2009 : New York, unité spéciale : sergent Ed Tucker (saison 10, épisode 15)
- 2009 : New York, unité spéciale : lieutenant des Affaires Internes Ed Tucker (saison 11, épisode 9)
- 2011 : New York, unité spéciale : lieutenant Ed Tucker (saison 12, épisodes 11 et 23)
- 2013 : New York, unité spéciale : lieutenant Ed Tucker (saison 14, épisode 15)
- 2013-2014 : New York, unité spéciale : lieutenant Ed Tucker (saison 15, épisodes 4, 11 et 21)
- 2014-2015 : New York, unité spéciale : lieutenant Ed Tucker (saison 16, épisodes 3, 12, 22 et 23)
- 2015-2016 : New York, unité spéciale : lieutenant Ed Tucker (saison 17, épisodes 5, 11, 15, 17, 18, 21 et 23)
- 2016-2017 : New York, unité spéciale : capitaine des Affaires Internes Ed Tucker (saison 18, épisodes 1, 7 et 8)
- 2020 : New York, unité spéciale : Ed Tucker (saison 21, épisode 12)

## Voix françaises
En France
| - Guillaume Orsat, dans (les séries télévisées) : - Rescue Me : Les Héros du 11 septembre - Kidnapping - Gossip Girl - Blue Bloods - FBI : Duo très spécial - Person of Interest - American Wives - NYC 22 - Un flic d'exception - 2 Guns (film) - Nurse Jackie - Allegiance - Project Blue Book - L'Étrangleur de Boston (film) - Richard Darbois dans - Kalahari - RoboCop 3 | - Hervé Bellon dans : - Vietnam, un adroit mensonge - L'Intrusion - Serge Biavan dans : - Sous haute protection - BlacKkKlansman : J'ai infiltré le Ku Klux Klan Et aussi - Bernard Lanneau dans Le Souffle du démon - Pierre Tessier dans La Fille d'en face - Jean-Luc Kayser puis Martial Le Minoux puis François Dunoyer dans New York, unité spéciale, (série télévisée) - Georges Claisse (*1941 - 2021) dans Trouble Jeu - Jean-François Aupied dans Generation Kill (série télévisée) - Paul Borne dans The Last of Us (série télévisée) |